# Dyrholmen
Dyrholmen est une île norvégienne dans le comté de Hordaland. Elle appartient administrativement à Fitjar.

## Géographie
Rocheuse et pratiquement désertique, elle s'étend sur environ 860 m de longueur pour une largeur approximative de 458 m. 